# ワシントン郡 (フロリダ州)
ワシントン郡（英: Washington County）は、アメリカ合衆国フロリダ州の西部に位置する郡である。2010年国勢調査での人口は24,896人であり、2000年の20,973人から18.7%増加した。郡庁所在地はチプリー市（人口3,605人）であり、同郡で人口最大の都市でもある。基本的にアルコール飲料の販売が禁止されている「ドライ郡」（禁酒郡）である。

## 歴史

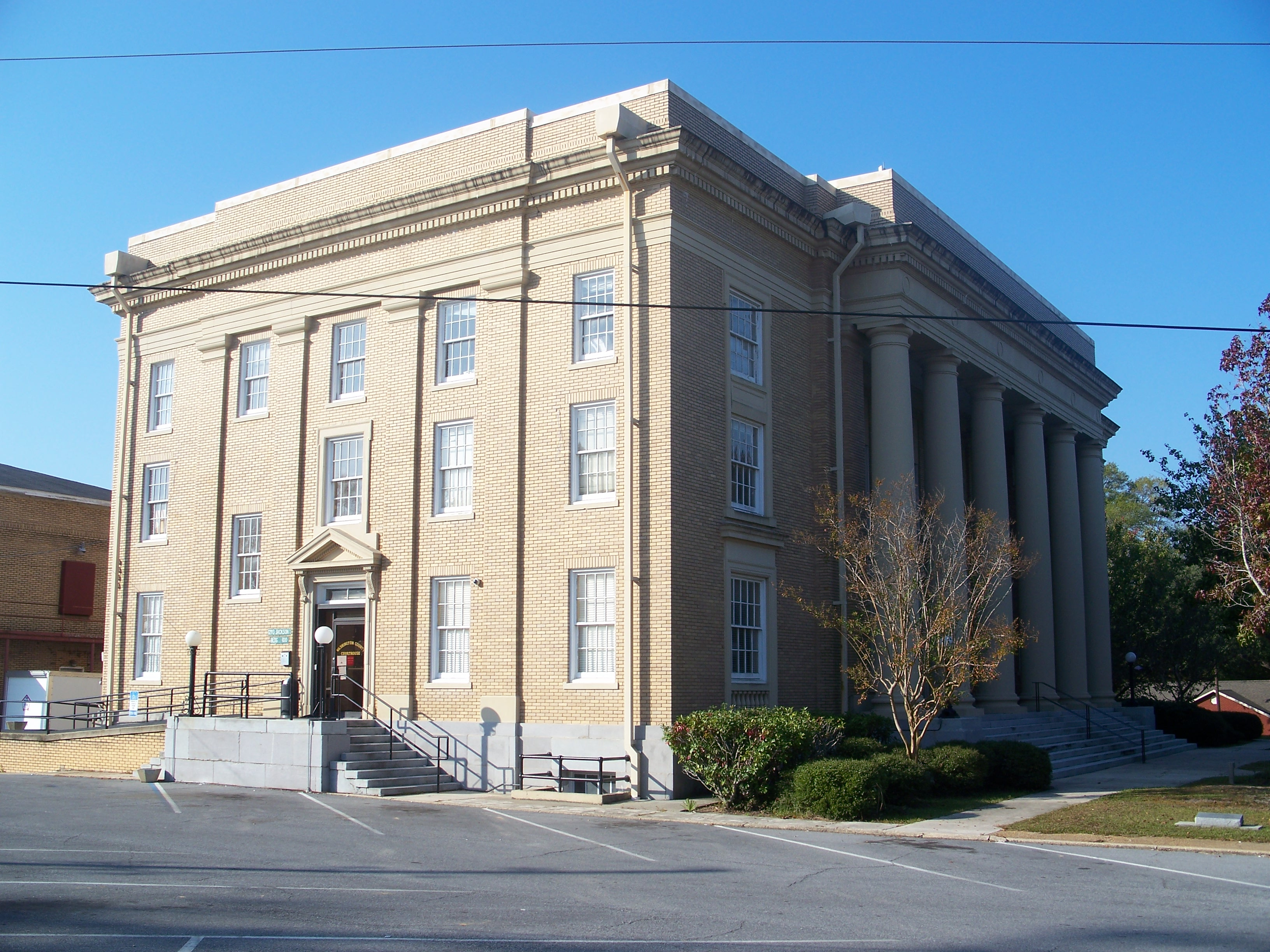
チプリー市にあるワシントン郡庁舎

ワシントン郡は1825年に設立され、このときはメキシコ湾にまで広がり、デラウェア州の面積の2倍近くの大きさだった。1世紀にわたって領域の修正が行われ、現在は382,000エーカー (1,546 km2) 以上のうねりのある丘陵地となり、堂々とした松など硬木の深い混合林に覆われ、フロリダ州パンハンドル部中央の大きな領域を占めている。
ワシントン郡は150年以上の間、インディアン、スペイン、イギリスの文化に影響されてきた。その歴史はアンドリュー・ジャクソンの功績に関する話が豊富である。地域には多くのインディアン・マウンドがあり、生活していた強い証拠が発見され続けている。
ワシントン郡は初代アメリカ合衆国大統領ジョージ・ワシントンに因んで名付けられ、広大な森林や鉱物資源のあるフロンティアで経済と政治の自由を求めた人々がまず入ってきた。内陸部の水路は交通手段となり、川沿いに多くの開拓地が造られた。1800年代後半に鉄道が開通し、経済、社会および政治の発展が促進された。
郡域の中心にあるバーノンはジョージ・ワシントンのバージニア州にある邸宅、マウントバーノンから名付けられた。この開拓町はインディアンの主要な集落があった場所でもあった。
ワシントン郡の郡庁所在地は20世紀初めまでバーノンにあったが、1927年に郡北部の鉄道町であるチプリーが郡庁所在地となり、現在に至っている。

## 地理
アメリカ合衆国国勢調査局に拠れば、郡域全面積は615.79平方マイル (1,594.9 km2)であり、このうち陸地579.93平方マイル (1,502.0 km2)、水域は35.86平方マイル (92.9 km2)で水域率は5.82%である。

### 隣接する郡
- ホームズ郡 - 北
- ジャクソン郡 - 北東
- ベイ郡 - 南
- ウォルトン郡 - 西

## 人口動態
以下は2000年国勢調査による人口統計データである。
| 基礎データ - 人口: 20,973人 - 世帯数: 7,931 世帯 - 家族数: 5,646 家族 - 人口密度: 14人/km2（36人/mi2） - 住居数: 9,503軒 - 住居密度: 6軒/km2（16軒/mi2） 人種別人口構成 - 白人: 81.72% - アフリカン・アメリカン: 13.69% - ネイティブ・アメリカン: 1.54% - アジア人: 0.36% - 太平洋諸島系: 0.06% - その他の人種: 0.58% - 混血: 2.05% - ヒスパニック・ラテン系: 2.30% 年齢別人口構成 - 18歳未満: 23.4% - 18-24歳: 7.7% - 25-44歳: 28.5% - 45-64歳: 24.7% - 65歳以上: 15.7% - 年齢の中央値: 39歳 - 性比（女性100人あたり男性の人口） - 総人口: 105.8 - 18歳以上: 105.9 | 世帯と家族（対世帯数） - 18歳未満の子供がいる: 30.3% - 結婚・同居している夫婦: 56.2% - 未婚・離婚・死別女性が世帯主: 11.4% - 非家族世帯: 28.8% - 単身世帯: 25.1% - 65歳以上の老人1人暮らし: 12.0% - 平均構成人数 - 世帯: 2.46人 - 家族: 2.93人 収入と家計 - 収入の中央値 - 世帯: 27,922米ドル - 家族: 33,057米ドル - 性別 - 男性: 26,597米ドル - 女性: 20,198米ドル - 人口1人あたり収入: 14,980米ドル - 貧困線以下 - 対人口: 19.2% - 対家族数: 15.4% - 18歳未満: 26.9% - 65歳以上: 19.4% |

## 都市と町

### 法人化自治体
- チプリー市 - 郡庁所在地
- バーノン市
- キャリービル町
- エブロー町
- ウォーソー町

### 未編入の町
- クロウ
- サニーヒルズ
- グリーンヘッド
- ニューホープ
- ヒンソンズクロスローズ
- ファイブポインツ
- ポプラヘッド

## 教育
郡内の公共教育はワシントン郡教育学区が管轄しており、次の学校が含まれている。
- ケイト・スミス小学校
- バーノン小学校
- ルーラック中学校
- バーノン中学校
- チプリー高校
- バーノン高校

## メディア
郡内で以下の新聞が発行されている。
- ワシントン・カウンティ・ニューズ[8]
- インベスティゲイター・オンライン・ニューズペーパー[9]
- フォスター・フォリー・ニューズ[10]
- チプリー・ビューグル[11]

### メディア
- Washington County News newspaper that serves Washington County, Florida available in full-text with images in Florida Digital Newspaper Library
- Chipley Banner newspaper that served Washington County, Florida from 1897-1900 available in full-text with images in Florida Digital Newspaper Library

### 政府関連
- Washington County Board of County Commissioners
- Washington County Supervisor of Elections
- Washington County Property Appraiser
- Washington County Sheriff's Office
- Washington County Tax Collector

### 特殊地区
- Washington District School Board
- Northwest Florida Water Management District

### 司法関連
- Washington County Clerk of Courts
- Circuit and County Court for the 14th Judicial Circuit of Florida serving Bay, Calhoun, Gulf, Holmes, Jackson and Washington counties

### 民間
- Washington County Council on Aging Provides senior and elderly services including meals on wheels, case management, respite, workshops and more to residents throughout Washington County, Florida.

### 観光
- Washington County Chamber of Commerce
- Washington County Tourist Development Council
- Washington County Outdoor Expo / Gun & Knife Show

座標: 北緯30度37分 西経85度40分 / 北緯30.61度 西経85.67度